# Decatur, Texas
Decatur är en stad i den amerikanska delstaten Texas med en yta av 18 km² och en folkmängd som uppgår till 6 432 invånare (2008). Decatur är administrativ huvudort i Wise County. Staden har fått sitt namn efter militären Stephen Decatur.